# Mary Lou Williams
Mary Lou Williams, nata Mary Elfrieda Scruggs (Atlanta, 8 maggio 1910 – Durham, 28 maggio 1981), è stata una pianista, arrangiatrice e compositrice statunitense di musica jazz.
Ha guadagnato un posto di rilievo nella storia del jazz per la sua grande versatilità che le permise negli oltre cinquant'anni di carriera di percorrere fasi musicali stilisticamente diverse, dallo swing al bebop fino al free jazz.

## Biografia
Figlia di una pianista dilettante di ragtime e spiritual eseguiti all'organo e al piano, assimilò la passione per la musica dai primissimi anni di vita, e imparò a suonare il pianoforte a orecchio seguendo l'esempio dei pianisti professionisti che frequentavano la sua casa e dai cui consigli apprese l'importanza del ruolo e della potenza della mano sinistra. A sei anni si trasferì a Pittsburgh, dove crebbe musicalmente tanto da partecipare a uno spettacolo di vaudeville all'età di tredici anni, e tre anni dopo sposò il sassofonista John Williams – che negli anni quaranta avrebbe suonato con Cootie Williams ed Earl Hines – trasferendosi poi a Memphis dove ebbe luogo il suo debutto in sala di incisione con il gruppo del marito, i Synco Jazzer.

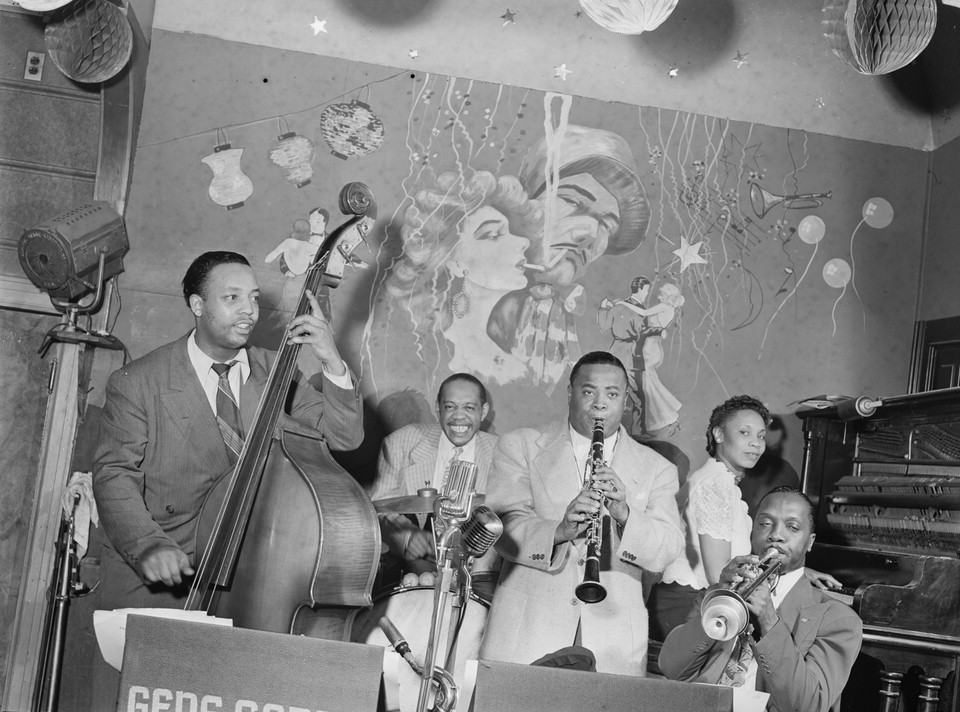
Mary Lou Williams (seconda da destra) in concerto (1946)

Il 1929 la vide a Kansas City. La città americana brulicava di locali jazz celebri per le jam session, nei quali i gruppi di maggiore richiamo erano l'orchestra di Bennie Moten (i cui componenti sarebbero in seguito transitati sotto la guida di Count Basie) e i Clouds of Joy di Andy Kirk in cui suonava anche John Williams, e alle lunghe improvvisazioni notturne – spesso vere e proprie gare di virtuosismo, i cosiddetti cutting contest, che avevano valore di sperimentazioni musicali e di cui la Williams ricorda spiacevolmente il clima talvolta eccessivamente competitivo – partecipavano anche i migliori musicisti che avevano l'occasione di passare per Kansas City: fra di loro Lester Young, Ben Webster, Jo Jones, Oran "Hot Lips" Page, Coleman Hawkins, Charlie Parker. Il contatto e le esperienze con strumentisti di valore assoluto le permisero di progredire musicalmente fino a diventare un elemento stabile e di primissimo piano della formazione di Kirk, al cui successo e al cui sound particolare contribuì in larga misura con i suoi arrangiamenti caratteristici, sorprendendo con le sue doti l'ambiente jazz che avrebbe visto i contributi della Williams anche agli arrangiamenti per le orchestre di Earl Hines, di Tommy Dorsey e di Benny Goodman (per il quale compose Roll ‘Em).
Separatasi dal marito nel 1942 e lasciata la formazione di Andy Kirk, ritornò senza prospettive a Pittsburgh, ma lì fortunatamente un giovanissimo Art Blakey la convinse a tornare alle attività musicali con un nuovo gruppo assieme a Harold Baker, che la pianista aveva intanto sposato in seconde nozze. La coppia si unì dopo qualche mese all'orchestra di Duke Ellington, in cui la Williams figurava come arrangiatrice producendo fra l'altro la partitura di Trumpets No End, che venne registrata nel 1946. Sei mesi dopo si staccò da Ellington per dirigersi da sola a New York. Qui la Williams venne a contatto con l'ambiente dei jazzisti della metropoli ricevendo nel suo appartamentino di Harlem i nomi più prestigiosi del periodo – Thelonious Monk, Tadd Dameron e Dizzy Gillespie fra i tanti –, divenne ospite fissa al Cafe Society, si esibì per un programma radiofonico, creò una composizione, The Zodiac Suite, che venne eseguita dalla New York Philharmonic, e lavorò in sala di incisione con un trio.

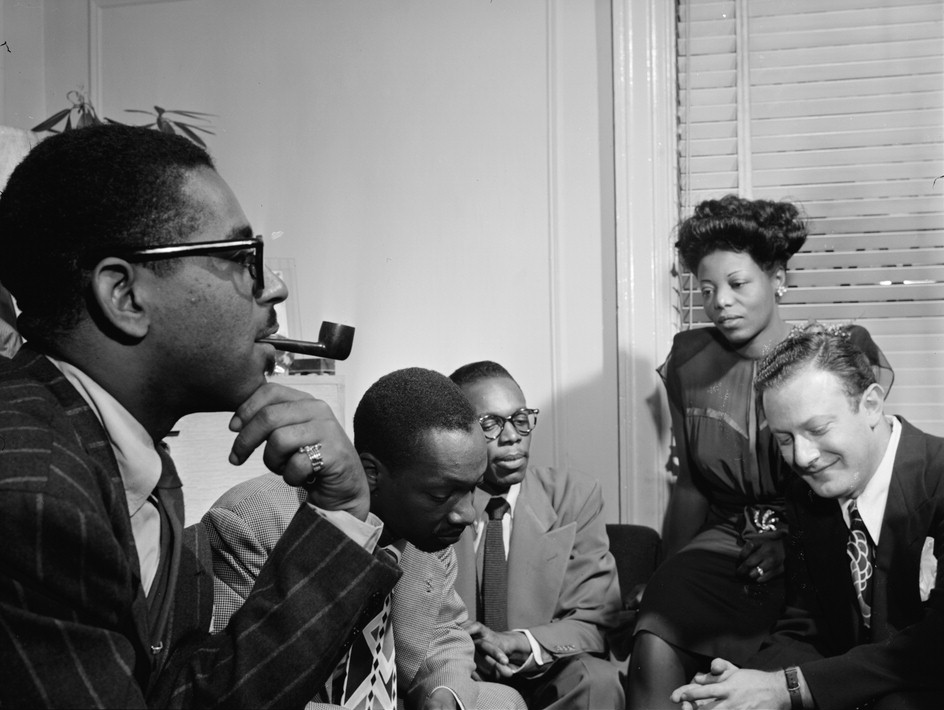
La Williams nella sua casa di Harlem con (da sinistra) Dizzy Gillespie, Tadd Dameron, Hank Jones e Milt Orent (1947)

Nel 1952 volse lo sguardo al vecchio continente, trasferendosi in Europa dove visse per tre anni. Dopo alcune brillanti apparizioni, si ritirò dalle scene in meditazione a seguito della sua conversione al Cattolicesimo, riemergendo nel 1957 con una performance al Newport Jazz Festival nella formazione di Dizzy Gillespie. La crisi religiosa influenzò la sua produzione degli anni sessanta, durante i quali l'artista compose inni religiosi e messe (una delle quali fu eseguita nella cattedrale di San Patrick a New York) e si dedicò alla crescita musicale di cori giovanili che eseguissero le sue opere. Oltre a questo, costituì il Pittsburgh Jazz Festival, creò una propria etichetta discografica e si diede da fare per rivitalizzare i locali di jazz di New York che erano in continua decrescita. Nel biennio 1968-69 tornò a esibirsi in Europa, assorbendo successivamente le novità stilistiche che si stavano sviluppando e che per la Williams culminarono in un concerto assieme a Cecil Taylor in cui i due pianisti percorsero il filone del free jazz, esibizione che non riscosse successo. L'anno successivo fu ospite di richiamo in un concerto alla Carnegie Hall in onore di Benny Goodman.
Ritiratasi definitivamente dalle scene, Mary Lou Williams, ammalata di tumore, fu ricoverata in ospedale dove si spense nel maggio del 1981.

## Discografia
- 1927-40 The Chronogical M L W (1927-1940) (Classics #630)
- 1944-00 The Chronogical M L W (1944-00) (Classics #814)
- 1944-45 The Chronogical M L W (1944-1945) (Classics #1021)
- 1945-47 The Chronogical M L W (1945-1947) (Classics #1050)
- 1945 – Zodiac Suite
- 1950 – Jazz Variation
- 1951 – With Barbara Carroll
- 1951 – Mary Lou Williams Trio
- 1952 – Piano Contempo
- 1953 – In London
- 1953 – The First Lady of the Piano
- 1953 – Piano
- 1953 – Piano Moderns
- 1954 – Mary Lou
- 1959 – Messing ‘round in Montmartre
- 1964 – Mary Lou Williams Presents Black Christ of the Andes
- 1970 – From the Heart
- 1974 – Zoning
- 1975 – Free Spirits
- 1975 – Live at the Cookery
- 1975 – Mary Lou Mass
- 1977 – Embraced
- 1977 – My Mama Pinned a Rose on Me
- 1978 – Mary Lou Williams Solo Recital
- 1978 – Solo Recital (Montreux Jazz Festival 1978)
- 1978 – Marian McPartland's Piano Jazz with Guest Mary Lou Williams
- 1990 – Mary Lou Williams
- 1993 – Town Hall '45: The Zodiac Suite
- 1999 – At Rick's Café Americaine
- 2002 – Live at the Keystone Korner
- 2002 – Conversation
- 2008 – The Lady Who Swings the Band[6]